# Domitia viridipennis
Domitia viridipennis là một loài bọ cánh cứng trong họ Cerambycidae.